# ذي شادوز
ذي شادوز (بالإنجليزية: The Shadows)‏ هي فرقة روك موسيقية بريطانية. استمرت مسيرة الفرقة على ما يقرب من الخمسين عامًا، وكانت ناجحة بصورة رئيسية في الستينات من القرن الماضي. وأشهر أعضائها هانك مارفن وبروس ويلتش.
تأسست الفرقة في لندن عام 1958 من طرف نوري بارامور وكانت تحمل اسم ذي دريفترز، لكن تحت ضغط فرقة أمريكية التي كانت تحمل نفس الاسم غيَّرت الفرقة اسمها وواصلت مسيرتها باسم «ذي شادوز» عام 1959.
في مطلع ستينات القرن العشرين كانت الفرقة من بين أكثر الفرق شعبيةً في بريطانيا كظاهرة وشعبية كما البيتلز والرولينغ ستونز لاحقا على الرغم من أنهم فرقة عازفة دون غناء، وهم أيضا فرقة موسيقية وتابعة لكليف ريتشارد. اشتهرت لهم عدة اغاني مثل «اباتشي», «اف.بي.آي», «وندرفول لاند» و«اتلانتيس».في السبعينات غيرت الفرقة طريقتها من العزف إلى الاداء -الفوكال-.شاركوا في مسابقة يوروفيجن للأغاني عام 1975 وحققوا فيها المركز الثاني بأغنيتهم «ليت مي بي ذا ون».

## وصلات خارجية
- ذي شادوز على موقع الموسوعة البريطانية (الإنجليزية)
- ذي شادوز على موقع ميوزك برينز (الإنجليزية)
- ذي شادوز على موقع أول ميوزيك (الإنجليزية)
- ذي شادوز على موقع ديسكوغز (الإنجليزية)
- موقع فرقة ذي شادوز